# Маурер, Джимми
Джимми Маурер (англ. Jimmy Maurer; 14 октября 1988, Лоренсвилл, Джорджия, США) — американский футболист, голкипер клуба «Даллас».

## Карьера
Воспитанник колледжа при Университете Южной Каролины, за четыре года сыграл 78 матчей за команду, в том числе 28 «сухих» матчей, по этому показателю занимает второе место в клубной истории. Одновременно с игрой в чемпионате колледжей, Маурер выступал за клубы PDL (высшая любительская лига США) — молодёжные команды Атланты и Чикаго. В 2009 году он был признан лучшим вратарём сезона в PDL.
В 2011 году клуб «Нью-Йорк Ред Буллз» выбрал Маурера на драфте MLS под общим 4-м номером. Однако, клуб предложил вратарю контракт только на одну игру, в которой Маурер так и не появился на поле.
31 марта 2011 года футболист подписал контракт с клубом «Атланта Силвербэкс», выступающим в NASL (второй дивизион США). Дебютировал за них в матче против «Миннесоты Старз» 9 апреля. В течение сезона сыграл в 17 матчах.
В январе 2012 года подписал контракт с клубом «Универсидад де Консепсьон», выступавшем в высшем дивизионе чемпионата Чили. Появился в одной игре в том сезоне — домашнем матче против «Сантьяго Уондерерс» 24 марта 2012 года. Маурер вышел на замену на 25-й минуте после удаления основного вратаря, и за оставшееся время пропустил 3 гола, а его команда проиграла 2:5.
26 апреля 2013 года Маурер подписал контракт с «Нью-Йорк Космос», выступающим в NASL. Поначалу он был запасным вратарём клуба, так как место основного голкипера занимал Кайл Рейниш. Маурер дебютировал в составе «Космоса» 2 ноября 2013 года в матче против «Атланты», сыграв в том матче все 90 минут, тот матч закончился со счётом 1:0 в пользу «Космоса». По итогам сезона «Космос» стал победителем лиги.
В 2014 году Маурер принял участие в 25 из 28 матчей лиги в основе «Космоса», и во всех трёх раундах Открытого кубка США. Пропустил всего три гола в 9-ти играх весеннего этапа сезона, а в течение 372 минут подряд не пропускал голов. Закончил сезон в качестве второго вратаря в NASL по пропущенным мячам в среднем (0,91 пропущенных голов за игру), в 11 матчах сезона оставил свои ворота в неприкосновенности. Включён в символическую сборную NASL 2014.
В июле 2017 года клуб MLS «Даллас» взял Маурера в краткосрочную аренду на одну игру.
В декабре 2017 года Маурер перешёл в «Даллас» на постоянной основе. В матче первого тура сезона 2018 против «Реал Солт-Лейк» 3 марта, выйдя в стартовом составе, дебютировал в MLS.

## Международная карьера
В 2004—2006 годах выступал за юношескую (до 17 лет) сборную США.

## Достижения
Клубные
 Нью-Йорк Космос
- Чемпион NASL (2): 2013, 2015
- Победитель регулярного чемпионата NASL (1): 2015